# Öösel
Öösel (zu deutsch In der Nacht) ist der Titel eines estnischen Stummfilms aus dem Jahr 1931.

## Film
Regie für das Geschichts-Drama führte der estnisch-finnische Regisseur Armas Hirvonen (1896–1972), der nach dem Zweiten Weltkrieg in Finnland tätig war. Die Produktion lag in der Hand des von ihm gegründeten estnischen Unternehmens Eesti Film Produktion, das allerdings nur kurze Zeit existierte. Das Drehbuch verfasste der südestnische Schriftsteller Endel Loide (1900–1976).
Der Film hatte im Juni 1931 Premiere. Er ist nicht mehr erhalten.

## Handlung
Der Film handelt vom Terror der zaristischen Bestrafungskommandos während der Russischen Revolution von 1905. Sie gingen besonders grausam gegen die estnischen Aufständischen vor, die während der Revolution Güter des feudalen deutschbaltischen Adels, den Großgrundbesitzern Estlands und Livlands, gestürmt und niedergebrannt hatten.
Teile des Films, die besonders brutale Tötungsszenen zeigen, wurden für öffentliche Aufführungen von den estnischen Behörden zensiert.